# Patricia dercyllidas
Patricia dercyllidas är en fjärilsart som beskrevs av William Chapman Hewitson 1864. Patricia dercyllidas ingår i släktet Patricia och familjen praktfjärilar. Inga underarter finns listade i Catalogue of Life.

## Bildgalleri

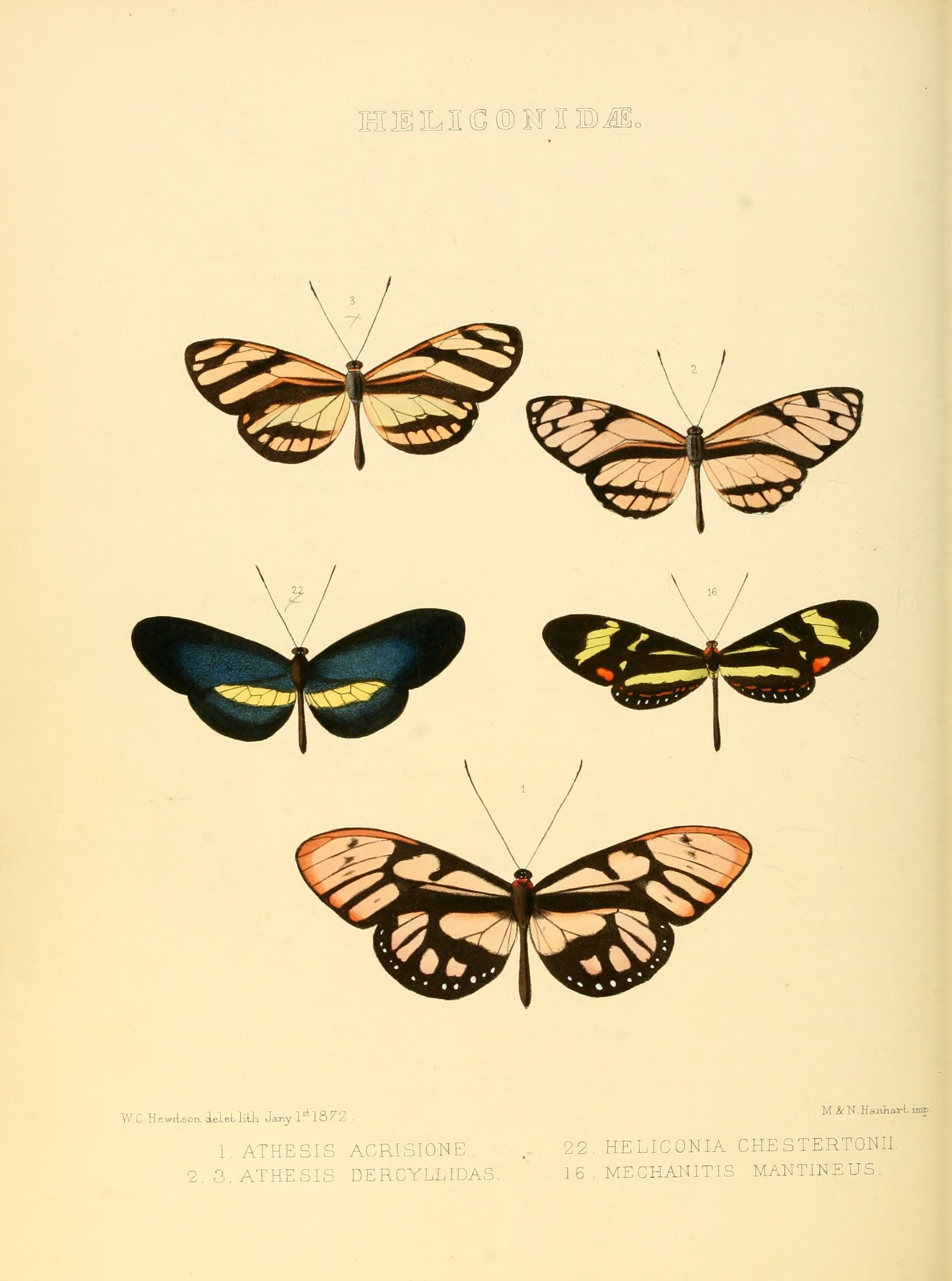